# Mathieu Le Lavandier
Mathieu Le Lavandier, né le 17 septembre 1992 à Pleugriffet (Morbihan), est un coureur cycliste français. Son frère jumeau Maxime est également coureur cycliste.

## Biographie
Fin 2015 il signe, comme son frère, un contrat avec la nouvelle équipe continentale galloise Dynamo Cover.  Cependant l'équipe ne voit pas le jour et il retourne finalement dans une de ses anciennes équipes Sojasun espoir-ACNC.

## Palmarès et classements mondiaux

### Palmarès
- 2009
  - 3e du Tour du Morbihan Juniors
- 2010
  -  Champion de France sur route juniors
  - 3e de la Classique des Alpes juniors
- 2011
  - 3e du Tour d'Eure-et-Loir
- 2012
  - 2e du Grand Prix du Faucigny
  - 3e du Circuit du Mené
- 2013
  - 2e de Bourg-Arbent-Bourg
  - 2e de la course en ligne des Jeux de la Francophonie
  - 2e du Prix de Bourg
- 2015
  - Prix PTMSoft
  - 3e du Tour du Chablais
- 2016
  - Souvenir Louison-Bobet

### Classements mondiaux
| Année                                 | 2012  | 2013 |
| ------------------------------------- | ----- | ---- |
| UCI Europe Tour                       | 1141e | 707e |
|                                       |       |      |
| Légende : nc = non classéSource : UCI |       |      |